# 쾨펜의 기후 구분
쾨펜의 기후 구분(영어: Köppen climate classification)이란, 독일의 기후학자 블라디미르 쾨펜(Wladimir Peter Köppen)이 식생분포에 주목하여 1918년에 발표한 기후 구분이다. 1936년 쾨펜의 수정안이 발표되었으며, 이후 독일의 기상학자 루돌프 가이거가 1954년과 1961년에 쾨펜의 기후 구분을 수정하였다. 오늘날 일반적으로 쓰이는 쾨펜의 기후 구분은 가이거가 수정한 것이다. 쾨펜-가이거 기후 구분이라고도 한다.

## 구분 기준

### 경험적 기후 구분
기후의 구분은 기단과 같은 기후 요인을 중심으로 분석하는 발생적 기후 구분과 식생의 분포와 같은 기후의 결과를 관찰하는 경험적 기후 구분으로 나뉜다. 쾨펜의 기후 구분은 식생의 분포를 기준으로 하는 경험적 기후 구분으로, 기온과 강수량의 2가지 변수에 의한 단순한 계산으로 기후를 구분하는 것이 특징이다.
쾨펜의 기후 구분은 다음과 같은 기준에 의해서 구분된다.
| 첫 번째 문자 | 두 번째 문자 | 세 번째 문자 |
| ------------ | ------------ | ------------ |
| 온도대       | 강수량       | 세부기온     |

| 문자의 순서       |              |                |                          |                   |                    |                  |
| ----------------- | ------------ | -------------- | ------------------------ | ----------------- | ------------------ | ---------------- |
| 첫 번째(온도대)   | A(열대 기후) | B(건조 기후)   | C(온대 기후)             | D(냉대 기후)      | E(한대 기후)       |                  |
| 두 번째(강수량)   | f(연중 습윤) | s(하계 건조)   | w(동계 건조)             | m(계절풍)         |                    |                  |
| 세 번째(세부기온) | a(더운 여름) | b(따뜻한 여름) | c(짧고 기온이 낮은 여름) | d(매우 추운 겨울) | h(건조하고 따뜻한) | k(건조하고 추운) |
| 주해 1. 2. 3.     |              |                |                          |                   |                    |                  |

### 기후 구분
쾨펜은 위와 같은 구분 기준을 세우고 먼저 위도에 따른 기후를 구분하였다.
- A: 열대 기후
- B: 건조 기후
- C: 온대 기후
- D: 냉대 기후
- E: 한대 기후

그리고 1966년 미국 지리학자 트레와다(Glenn Thomas Trewartha)는 여기서 고산기후(Highland Climate)를 따로 분류하여 알파벳 H를 부여했다. 
- H: 고산 기후

## 세부적인 기후 구분
| Af Am Aw/As |  | BWh BWk BSh BSk |  | Csa Csb Csc |  | Cwa Cwb Cwc |  | Cfa Cfb Cfc |  | Dsa Dsb Dsc Dsd |  | Dwa Dwb Dwc Dwd |  | Dfa Dfb Dfc Dfd |  | ET EF |

최신 쾨펜-가이거의 기후 구분 지도

- A(열대) - 최한월 평균 기온이 18°C 이상
- B(건조) - 연평균 강수량 500mm 이하
- C(온대) - 최한월 평균 기온이 -3°C (또는 0°C) 이상이면서 18°C 이하, 최난월 평균 기온이 10°C 이상
- D(냉대) - 최한월 평균 기온이 -3°C (또는 0°C) 미만이면서 최난월 평균 기온이 10°C 이상
- E(한대) - 최난월 평균 기온이 10°C 미만

보다 세부적인 기준에 따른 기후 구분은 다음과 같다.
| 기본 기후대 | 기본 기후대 | 세부 기후대         | 표기 | 특징                                     |
| ----------- | ----------- | ------------------- | ---- | ---------------------------------------- |
| A           | 열대 기후   | 열대 우림 기후      | Af   | 건조기 없음                              |
| A           | 열대 기후   | 열대 몬순 기후      | Am   | 짧은 건조기                              |
| A           | 열대 기후   | 사바나 기후         | Aw   | 동계 건조                                |
| A           | 열대 기후   | 열대 하계 소우 기후 | As   | 하계 건조                                |
| B           | 건조 기후   | 사막 기후           | BWh  | 온난 사막                                |
| B           | 건조 기후   | 사막 기후           | BWk  | 한랭 사막                                |
| B           | 건조 기후   | 스텝 기후           | BSh  | 온난 스텝                                |
| B           | 건조 기후   | 스텝 기후           | BSk  | 한랭 스텝                                |
| C           | 온대 기후   | 온난 습윤 기후      | Cfa  | 더운 여름, 건조기 없음                   |
| C           | 온대 기후   | 서안 해양성 기후    | Cfb  | 연중 온난, 건조기 없음, 따뜻한 여름      |
| C           | 온대 기후   | 서안 해양성 기후    | Cfc  | 연중 서늘, 건조기 없음, 선선한 여름      |
| C           | 온대 기후   | 온대 하우 기후      | Cwa  | 더운 여름, 짧은 겨울 건조기              |
| C           | 온대 기후   | 온대 하우 기후      | Cwb  | 따뜻한 여름, 짧은 겨울 건조기            |
| C           | 온대 기후   | 온대 하우 기후      | Cwc  | 선선한 여름, 짧은 겨울 건조기            |
| C           | 온대 기후   | 지중해성 기후       | Csa  | 건조하고 더운 여름                       |
| C           | 온대 기후   | 지중해성 기후       | Csb  | 건조하고 따뜻한 여름                     |
| C           | 온대 기후   | 지중해성 기후       | Csc  | 건조하고 선선한 여름                     |
| D           | 냉대 기후   | 냉대 습윤 기후      | Dfa  | 동계 한랭, 더운 여름, 건조기 없음        |
| D           | 냉대 기후   | 냉대 습윤 기후      | Dfb  | 동계 한랭, 따뜻한 여름, 건조기 없음      |
| D           | 냉대 기후   | 냉대 습윤 기후      | Dfc  | 동계 한랭, 선선한 여름, 건조기 없음      |
| D           | 냉대 기후   | 냉대 습윤 기후      | Dfd  | 동계 한랭 극심, 선선한 여름, 건조기 없음 |
| D           | 냉대 기후   | 냉대 동계 소우 기후 | Dwa  | 동계 한랭 건조, 더운 여름                |
| D           | 냉대 기후   | 냉대 동계 소우 기후 | Dwb  | 동계 한랭 건조, 따뜻한 여름              |
| D           | 냉대 기후   | 냉대 동계 소우 기후 | Dwc  | 동계 한랭 건조, 선선한 여름              |
| D           | 냉대 기후   | 냉대 동계 소우 기후 | Dwd  | 동계 한랭 극심 건조, 선선한 여름         |
| D           | 냉대 기후   | 고지 지중해성 기후  | Dsa  | 동계 한랭, 덥고 건조한 여름              |
| D           | 냉대 기후   | 고지 지중해성 기후  | Dsb  | 동계 한랭, 따뜻하고 건조한 여름          |
| D           | 냉대 기후   | 고지 지중해성 기후  | Dsc  | 동계 한랭, 선선하고 건조한 여름          |
| D           | 냉대 기후   | 고지 지중해성 기후  | Dsd  | 동계 한랭 극심, 선선하고 건조한 여름     |
| E           | 한대 기후   | 툰드라 기후         | ET   | 여름이 없음                              |
| E           | 한대 기후   | 빙설 기후           | EF   | 영구 동토                                |

## 평가
쾨펜의 기후 구분은  분류 기준이 간결, 명확하고 식생, 풍토의 특징을 반영하고 있어, 현재에도 기후, 산업, 문화, 농업을 논하는 데 있어 빠뜨릴 수 없다. 그러나 식생에만 주목하고 있어 인간 생활등의 감각에 친숙하지 않은 부분이 있으며, 아시아와 아프리카의 기후에 대해서는 정확하지 않다는 지적이 있다.

### 내용주
- 2006년 빈 수의학 대학교의 수의학 공중 보건 연구소가 독일 오헨바흐의 지구 기상학 활성화 센터와 공동으로 발간한 쾨펜-가이거 기후도에는 Cfc, Csc, Cwc, Dsa, Dsb 및 Dsc 기후 구분은 매우 협소한 지역에서만 발견되며 Dsd 기후 구분은 존재하지 않는다고 설명하고 있다.[8]

### 참조주
1. 1 2  윤일희 편역, 현대기후학, 시그마프레스, 2004, 261쪽, ISBN 89-5832-081-8
2. 1 2  이승호, 기후학, 푸른길, 2007, 275-277쪽, ISBN 89-87691-82-9
3. 1 2  크리스티안 디트리히 쇤비제, 김종규 역, 기후학, 시그마프레스, 2006, 312-314쪽, ISBN 89-5832-203-9
4. 1 2  EDWARD AGUADO 지음, 김경익 옮김, 생활 환경과 기상, 동화기술교역, 2005년, ISBN 89-425-1029-9, 496쪽
5. ↑  Peel, M. C. and Finlayson, B. L. and McMahon, T. A. (2007). “Updated world map of the Köppen–Geiger climate classification”. 《Hydrol. Earth Syst. Sci.》 11: 1633–1644. doi:10.5194/hess-11-1633-2007. ISSN 1027-5606. (direct: Final Revised Paper)
6. ↑  윤일희 편역, 현대기후학, 시그마프레스, 2004, 263쪽, ISBN 89-5832-081-8
7. ↑  냉대 기후는 습윤 대륙성 기후와 아극 기후로 구분하기도 한다.
8. ↑  MARKUS KOTTEK, JÜRGEN GRIESER, CHRISTOPH BECK, BRUNO RUDOLF and FRANZ RUBEL, World Map of the Köppen-Geiger climate classification updated 보관됨 2009-03-27 - 웨이백 머신, Biometeorology Group, University of Veterinary Medicine Vienna, Vienna, Austria, Global Precipitation Climatology Centre, Deutscher Wetterdienst, Offenbach, Germany, by Gebrüder Borntraeger 2006 - 관련 원문(4쪽): "one of these classes (Dsd) does never occur in this map and some others (Cfc, Csc, Cwc, Dsa, Dsb and Dsc) occur only in very small areas"